# Ahau
Ahau -escrit també ajaw, d'acord amb les normes ortogràfiques per a les llengües maies empleades en fonts recents o escrit ahaw en fonts anteriors- és la denominació de la classe governant (els dignataris) de les ciutat estat de la cultura maia. Aquest terme ha estat interpretat com un sinònim de régule, senyor, dirigent, rei o capdavanter; però aquest terme abasta a tots els membres de la casta governant, i no solament a un individu. El títol de ahau també li va ser concedit a la casta sacerdotal maia. També va ser el nom del vintè dia del calendari ritual dels maies.
L'enciclopèdia Yucatán en el Temps diu que segons el Diccionari de Motul, ahau significa rei o emperador, monarca, príncep o gran senyor. Igualment significa geperut o encorbat. Ahau és també el nom d'un dia del calendari maia.
El títol de kuhul ahau (senyor diví) li era atorgat a un individu amb gran poder i influència en la política maia. El poder i la influència d'un ahau variava considerablement, ja que el domini d'un sol individu podia abastar diverses ciutats, i la seva influència podia estendre's més enllà d'aquesta esfera. Aquest domini podia també reconèixer-se-li a la seva dinastia o a la seva ciutat.
El títol de ahau també li va ser atorgat a diverses dones, a els qui se'ls anteposava el prefix ix- ("dona") al seu títol per indicar el seu sexe.

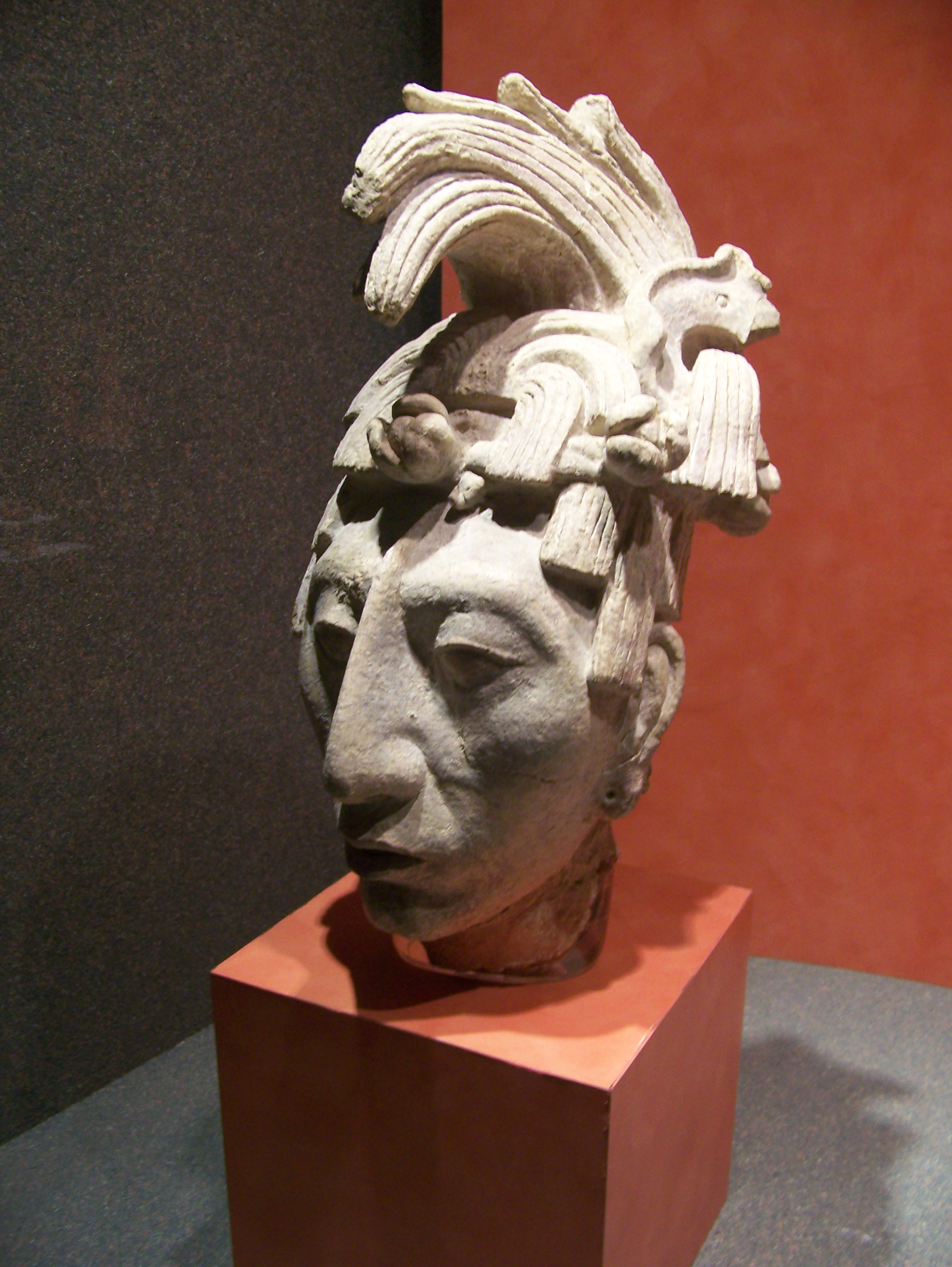
K'inich Janaab' Pakal, ahau de Palenque.

La paraula prové del maia clàssic, i encara existeix entre les actuals llengües maies, amb algunes variacions de pronunciació o d'escriptura.
La forma ajaw ha estat proposada i aprovada l'any 1994 per la Acadèmia de Llengües Maies de Guatemala, i ha estat adoptada pels maianistes contemporanis. Abans aquesta normalització de les llengües maies, aquest terme era normalment escrit com ahau, derivat de les primeres transcripcions de textos en maia yucatek a l'espanyol.
En el sistema de escriptura maia, el terme ahau era escrit per mitjà de glifs.

## Ahaucom a unitat de temps
Cronològicament, dins del cicle maia, el Ahau és un cicle compost per 13 katunes (93.600 kines/dies o 256,28 anys) o 260 Tunes (períodes de 360 dies) o 360 Tzolkin. Al seu torn, 20 cicles Ahau componen una de les capes del cicle del Compte llarg. Per tant, el Ahau és la 20ª part del Compte Llarg i també és la centèsima part del cicle de 5 comptes llargs.
| Glifs maies pel kin (dia solar) ahau. |
| ------------------------------------- |